# Isla Columbia (Distrito de Columbia)
La Isla Columbia está localizada en el río Potomac, en Washington D. C. y forma parte de la Avenida Conmemorativa a George Washington. En 1968, la isla fue renombrada como Lady Bird Johnson Park en honor a Lady Bird Johnson y el Comité de la primera dama embelleció el parque plantando numerosos árboles y sembrando multitud de flores en 1968.

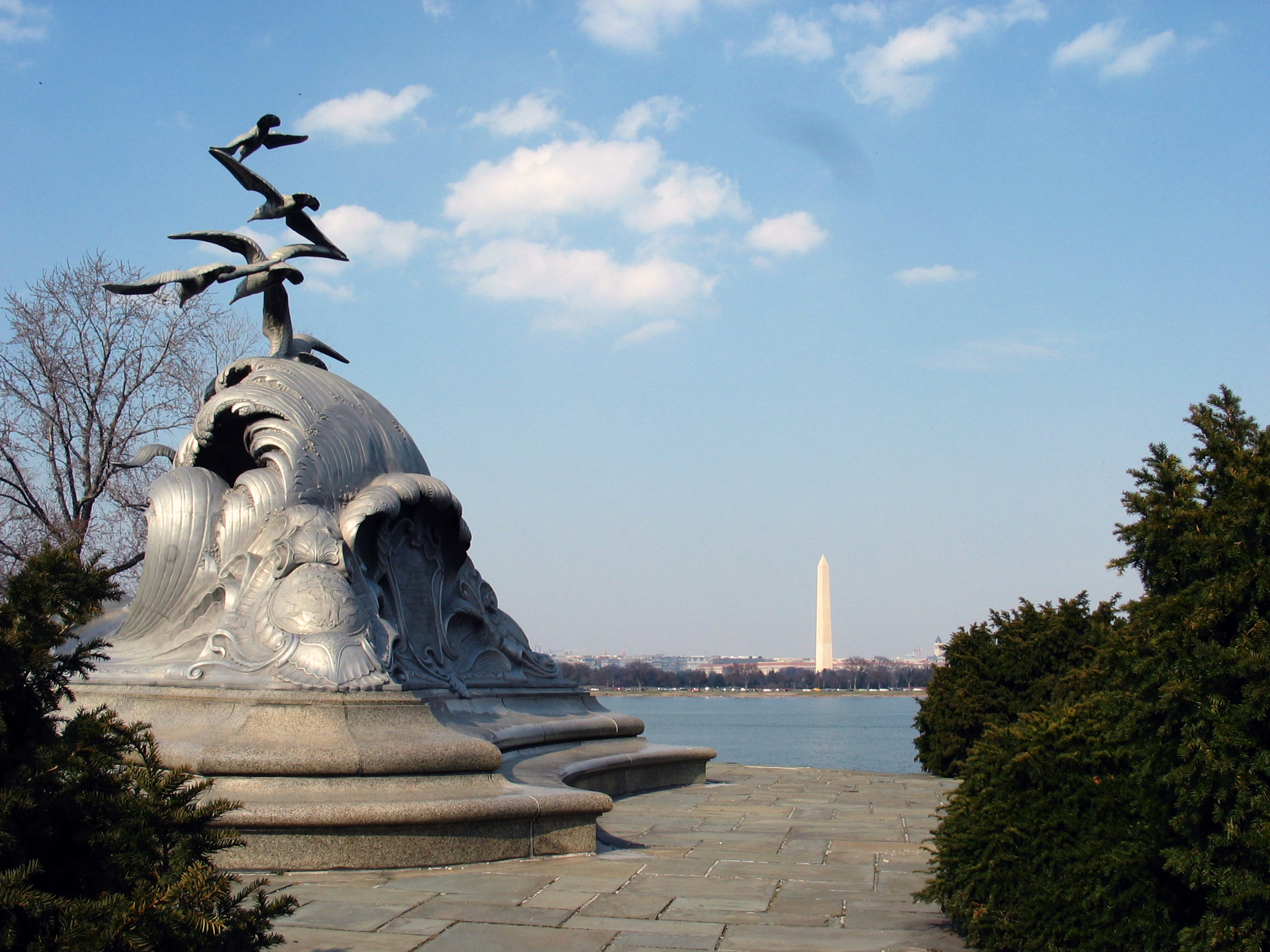
Monumento a la Marina en la Isla de Columbia.

Se puede acceder a la Isla Columbia desde varios puntos: desde el centro Washington, mediante el Puente Conmemorativo de Arlington; desde el Cementerio de Arlington vía el Paseo Conmemorativo; y desde el norte de Virginia mediante la Avenida Conmemorativa a George Washington. El Monolito conmemorativo de Lyndon Baines Johnson y el Monumento a la Marina se encuentran en la isla. Un sendero transcurre a lo largo del lado de la isla que afronta el resto del Distrito, conduciendo a la Isla Theodore Roosevelt en una dirección y al Aeropuerto Nacional Ronald Reagan de Washington por la otra. El Pentágono es visible por el lado occidental de la isla cerca del puerto deportivo, en la punta sur.